# Épidémie de grippe A (H1N1) de 2009-2010 en France
Pour un article plus général, voir Pandémie de grippe A (H1N1) de 2009.
L'épidémie de grippe A (H1N1) de 2009 en France est une pandémie de grippe qui dure douze mois (de juillet 2009 à aout 2010), et qui provoque un peu plus de 320 morts directes. C'est la deuxième pandémies historiques causées par le sous-type H1N1 du virus de la grippe A, la première étant la grippe de 1918.

## Historique
L'Organisation mondiale de la santé (OMS) qualifie la situation de pandémie le 11 juin 2009. Le 30 juillet 2009, l'Institut de veille sanitaire annonce le premier cas mortel de grippe A (H1N1) en France, une jeune fille touchée par la grippe A (H1N1). Des doutes subsiste sur la cause réelle du décès, car la jeune fille souffrait aussi de complications pulmonaires graves. Le 14 septembre 2009, un patient de 26 ans en bonne santé meurt à Saint-Étienne. En novembre 2009, on identifie l'agent infectieux, une souche mutante de la grippe A H1N1, également découverte en Norvège. Le 27 novembre 2009, deux décès sont imputés à une forme mutante de la grippe A.
Le 20 octobre 2009, une campagne nationale de vaccination est lancée : dans les écoles à partir du 25 novembre, dans les collèges et les lycées à partir du 2 décembre 2009. Le 30 novembre 2009, les centres de vaccination sont ouverts le dimanche, les horaires étendus, et une centaine de médecins militaires sont mobilisés.
L'épidémie reflue rapidement : le 13 janvier 2010, elle est annoncée officiellement stoppée en France.

### Bilan des morts directement liées au virus H1N1 en France métropolitaine
- 13 novembre 2009 : 33 morts[9]
- 30 novembre 2009 : 86 morts. 461 personnes hospitalisées, dont 137 en réanimation ou unités de soins intensifs, entre deux et trois millions de malades (Institut de veille sanitaire, InVS)[10]
- 3 décembre 2009 : 92 morts. Du 21 au 28 novembre 2009, 993 000 personnes ont consulté pour des symptômes grippaux, soit une augmentation de 40 % par rapport à la semaine du 3 au 10 novembre 2009[11]
- 4 décembre 2009 : 111 morts
- 8 décembre 2009 : 118 morts. Deux millions de personnes vaccinés[12]
- 17 décembre 2009 : 164 morts. 890 personnes sont hospitalisées ; 211 sont en réanimation ou en soins intensifs. Depuis le début du mois d'août 2009, 5,3 millions de personnes sont infectées et 3,5 millions de personnes sont vaccinées (Institut de veille sanitaire / InVS)[13].
- 23 décembre 2009 : 276 morts dont 28 chez des personnes sans facteur de risque particulier[14].
- août 2010 : 323 morts[15] (Ministère de la santé)

### Affaire des rugbymen
En juin 2009, après leur retour d'Argentine où ils ont joué un match, des joueurs de l'équipe de rugby des Barbarians français, dont Grégory Lamboley, sont touchés par le virus. Tous survivent.

## Campagne de vaccination
Pendant l'été 2009, le gouvernement français opte pour une campagne de vaccination de masse non-obligatoire. Une circulaire est envoyée le 21 août 2009 aux préfets par les ministres de l’Intérieur et de la Santé. Le plan de vaccination, qu’ils qualifient de « réponse sanitaire évolutive exceptionnelle », débute le 28 septembre. Il y est indiqué que le gouvernement « a commandé des doses de vaccins, afin d'être en mesure de proposer, si cela s'avérait nécessaire, à l'ensemble de la population une couverture vaccinale contre le nouveau virus ». La vaccination se fait sous la forme de deux injections à trois semaines d’intervalle. La campagne de vaccination débute le 12 octobre. Une liste de priorité est diffusée, privilégiant d'abord les personnels médicaux (en particulier ceux œuvrant auprès de populations à risque), puis les personnes à risque elles-mêmes, et enfin l'ensemble de la population, à partir du 25 novembre 2009. Le programme de vaccination est mené à la fois dans les hôpitaux et à la fois dans des centres de vaccination établis le plus souvent dans des gymnases et dans lesquels exercent des professionnels de santé réquisitionnés pour l'occasion. Ces mesures de vaccination de masse s'accompagnent d'un dispositif de pharmacovigilance renforcé visant à détecter d'éventuels effets indésirables du vaccin.
Le 28 novembre 2009, le gouvernement français décide de faire appel aux médecins militaires afin d'épauler les centres de vaccination. Début décembre 2009, les internes en médecine sont mobilisés. 5 000 personnes sont recrutées « en contrat aidé » par les associations pour apporter leur aide dans les centres de vaccination contre la grippe A/H1N1. Dans les centres de vaccination, les généralistes sont rémunérés 66 euros de l'heure, les médecins retraités 33 euros et les infirmiers libéraux 28,35 euros.
Le 18 janvier 2010, le Haut Conseil de la santé publique estime que 5,74 millions de personnes se sont fait vacciner et qu'entre 12 et 18 millions de personnes sont immunisées contre le virus, la majorité l'ayant été par infection.

### Réticences
Des critiques se font entendre. Les médecins généralistes français réclament dès le début de novembre 2009 de pouvoir vacciner leurs patients contre la grippe H1N1, ce que refuse le Ministère de la santé qui préfère, outre un argument financier, une meilleure traçabilité de la vaccination dans les centres et une meilleure gestion des vaccins, livrés en flacons de 10 doses. 
En France, la campagne de vaccination se heurte à la réticence d'une grande partie de la population, y compris parmi les personnels de santé. Ainsi, le syndicat des infirmières SNPI CFE-CGC estime « qu'une vaccination massive contre un virus grippal relativement bénin présente des risques du fait d’un vaccin développé trop rapidement, et d’un adjuvant susceptible de déclencher des maladies auto-immunes ». Les médecins généralistes, dont une partie se montre aussi méfiante vis-à-vis de ce vaccin, reprochent au gouvernement d'avoir été écartés de cette campagne de vaccination,.
Selon certains témoignages, les autorités publiques réquisitionnent du personnel « volontaire » qui se retrouve dans des centres de vaccinations sans véritable qualification.
En février 2010, l'anthropologue Frédéric Keck parle d'« échec global ».

### Coût global de la campagne
Le coût de la campagne est estimé dans un premier temps à 420 millions d'euros. Une somme qui comprend les 48 millions d'euros de dédits déjà donnés aux différents laboratoires. La France possède l'un des dédits les plus importants de tous les pays européens avec 16 % du prix de vente des médicaments. À ces 420 millions d'euros, il convient d'ajouter les 90 millions d'euros environ des factures gérées par le ministère de l'Intérieur, notamment concernant les centres de vaccination. Avec le recul, on bénéficie d'informations plus précises : la Cour des comptes estime que le coût total s'élève à 660 millions d'euros. Cette estimation semble sous-estimée, car elle n'intègre pas certaines dépenses, notamment les indemnisations pour les effets secondaires du vaccin (par exemple narcolepsie).
Le ministère de la Santé annonce que le coût total de la campagne de vaccination 2009 est de 668,35 millions d'euros mais la Cour des comptes l'évalue à  200 millions d'euros de plus. La commission d'enquête parlementaire sur la grippe H1N1 révèle par ailleurs que seules 9 millions de doses non périmées peuvent être utilisées jusqu'en avril 2011 et que 5 924 267 personnes sont vaccinées.

### Fin de l'épidémie
Début janvier 2010, la fin de l'épidémie est officiellement annoncée en France. L'effort de vaccination se met à décroître partout dans le monde. Plusieurs pays (France, Royaume-Uni, Pays-Bas, Qatar, Monaco, Égypte...) annulent une partie de leur commande de vaccins aux laboratoires ou encore aux pays ayant un excédent important de vaccins inutilisés et des responsables politiques sont entendus par des commissions pour répondre aux polémiques que le plan de vaccination suscite. En France, Roselyne Bachelot s'explique devant la Commission des affaires sociales de l'Assemblée nationale où elle annonce, à l'inverse de ce qu'elle avait déclaré la veille de sa première assignation devant le TGI de Paris (« Il n'y avait pas de clause de résiliation »), que « Plutôt que devoir payer des indemnités sonnantes et trébuchantes à Pasteur-Sanofi, GSK et Novartis, qui pourraient s’élever à plus de 100 millions d’euros, l’État prendrait l’engagement de commander auprès de ces trois firmes ses prochains vaccins, en versant dès aujourd’hui des arrhes pour des livraisons futures. »,.

## Information publique
Parmi les éléments de réponse officielle, un site Internet est mis en place, pandemie-grippale.gouv.fr. Il vise à informer la population sur les comportements à adopter vis-à-vis du virus.
De plus, l'Institut de veille sanitaire diffuse régulièrement un bulletin épidémiologique.